# Reginaldo di Durham
Reginaldo di Durham (... – 1190 circa) è stato un monaco cristiano, scrittore agiografo inglese che scrisse le vite dei santi.
Il suo lavoro meglio conosciuto è quello sull'eremita San Godric di Finchale. Scrisse anche sul santo di VII secolo Cuthbert di Lindisfarne, sul sovrano northumbriano San Oswald, martire, e su Santa Ebba (†683), figlia del re northumbriano che fondò un monastero a Ebchester ed un monastero doppio a Coldingham, del quale fu badessa fino alla sua morte.